# Die Freiheitlichen
Die Freiheitlichen (Parteikürzel: F) sind eine rechtspopulistische Minderheitenpartei der deutschen und ladinischen Volksgruppe in Südtirol und wurden 1992 in Bozen mit dem offiziellen Beinamen „liberal-demokratisches Bündnis“ als Opposition zur seit 1949 in Südtirol regierenden Südtiroler Volkspartei (SVP) gegründet. Es bestehen enge Kontakte zur Freiheitlichen Partei Österreichs (FPÖ).

## Inhaltliches Profil
Die Partei versteht sich als liberal-demokratische Partei, die sich besonders für die Freiheit und den Schutz der Bürgerrechte einsetzt. Sie betont ihre Rolle als oppositionelle Kontrollinstanz gegenüber der regierenden SVP und vertritt das Selbstbestimmungsrecht der Südtiroler primär in Form eines unabhängigen Freistaates Südtirol. Als Minderheitenpartei fordert die Partei die Stärkung des Tiroler Landesbewusstseins und die Anbindung an den „deutschen Sprach- und Kulturraum“. Eine weitere Zuwanderung von sogenannten italienischsprachigen Ausländern wird als Stärkung des italienischen Elements abgelehnt. Der damalige Fraktionsvorsitzende Leitner meinte, ein „Einwanderungsproblem“ in Südtirol festgestellt zu haben. Seiner Ansicht nach kämen zu viele Ausländer ins Land, „die keine Arbeit haben und nur ins soziale Netz einwandern wollen“. 2018 bezeichneten Parteiexponenten eine regionale Gay-Pride-Veranstaltung als „Klamauk-Initiative … einer kleinen, lautstarken Gruppe Homosexueller“ und prangerten die offizielle Unterstützung der Veranstaltung durch die Südtiroler Landesregierung an.

## Geschichte

### Vorläufer in den 1980er-Jahren
Eine erste freiheitliche Partei der Nachkriegszeit, die Freiheitliche Partei Südtirols (FPS) um Gerold Meraner, hatte es bereits in den 1980er-Jahren, vor der Gründung der Freiheitlichen, gegeben. Diese Partei stellte nach den Landtagswahlen 1988 mit Meraner einen Abgeordneten, hatte damals aber bereits mit Existenzkrisen zu kämpfen. 1989 ging diese Freiheitliche Partei Südtirols in der Union für Südtirol auf. Gerold Meraner erklärte jedoch später die Freiheitlichen zum Nachfolger seiner ersten Freiheitlichen Partei Südtirols.

### Gründung Anfang der 1990er-Jahre
Die Freiheitlichen gingen aus der Jugendorganisation der SVP hervor, nachdem eine Gruppe führender Jugendfunktionäre um Christian Waldner und Peter Paul Rainer die Zustimmung zur Beilegung des seit 1960 vor den Vereinten Nationen anhängigen Streites zwischen Österreich und Italien zur Südtirol-Frage abgelehnt hatte. Die Gruppe um Waldner sah die internationale Absicherung der gewährten Landesautonomie zum Zeitpunkt der Streitbeilegung noch nicht ausreichend gesichert.
Die Gründung der Freiheitlichen erfolgte unter dieser Voraussetzung in bewusster Anlehnung an die rechtspopulistische Freiheitliche Partei Österreichs (FPÖ). Sie nahmen zum Beispiel ein ähnliches Logo wie die FPÖ an. Unter Führung Jörg Haiders verschärfte die aufstrebende, oppositionelle FPÖ dadurch endgültig den brüchig gewordenen Parteienkonsens zur Südtirolfrage, wie er in den 1950er-Jahren im Österreichischen Nationalrat noch geherrscht hatte. Bereits Ende der 1960er-Jahre war die SPÖ zur ÖVP in dieser Angelegenheit auf Distanz gegangen; die sozialdemokratischen Regionalparteien, welche sie in Südtirol unterstützt hatte, waren aber Anfang der 1980er-Jahre aus der Südtiroler Parteienlandschaft verschwunden.
Die Südtiroler Exponenten der Freiheitlichen versuchten ihrerseits an die Tradition jener Deutschfreiheitlichen Partei anzuknüpfen, welche zusammen mit der Tiroler Volkspartei 1919 den Deutschen Verband als Deutsch-Südtiroler Sammelpartei gebildet hatte. Dieses Bündnis, als dessen Erbin sich die Südtiroler Volkspartei (SVP) seit ihrer Gründung 1945 betrachtete, sollte nunmehr aufgekündigt werden.
An der Parteigründung am 7. Dezember 1992 am Reichrieglerhof in Bozen nahm auch Jörg Haider als Gründungspate teil. Erster Parteiobmann wurde Christian Waldner.

### Parteikrise und Aufschwung um die Jahrtausendwende
Die Freiheitlichen erhielten bei der Landtagswahl 1993 auf Anhieb rund 6,06 % der Stimmen und wurden viertstärkste Partei. In den Südtiroler Landtag zogen Christian Waldner und Pius Leitner ein. 1994 wurde Pius Leitner zum Parteiobmann gewählt.
Infolge der Ermordung Christian Waldners durch den damaligen Parteivordenker Peter Paul Rainer gerieten die Freiheitlichen 1997 jedoch in schwere Turbulenzen. Bei den Landtagswahlen im Jahr 1998 fiel die Partei auf 2,5 % der Stimmen zurück, von den zwei Mandaten (das zweite hatte inzwischen Ulrike Tarfusser wahrgenommen) konnte lediglich jenes für Leitner verteidigt werden. Ihm gelang es allerdings, die Freiheitlichen aus der Krise herauszuführen. Im Windschatten Leitners wurde Ulli Mair 2001 freiheitliche Generalsekretärin und 2003 neben ihm zweite Landtagsabgeordnete. Die Freiheitlichen hatten entgegen den Umfrageergebnissen, welche ihnen ca. 1 % der Stimmen und somit das Ausscheiden aus dem Landtag prophezeit hatten, genau 5,0 % an Wählerkonsens erhalten.
Bei den Gemeinderatswahlen 2005 wurde die Verankerung der Partei auf kommunaler Ebene ausgebaut. Die Freiheitlichen errangen damals über eigene und freie Bürgerlisten über 21 Gemeinderatsmandate. Im November 2006 wurde die freiheitliche Arbeitnehmervereinigung vorgestellt; im März 2007 gründeten die Freiheitlichen die Jugendorganisation „Freiheitliche Jugend“.
Einen Durchbruch erzielten die Freiheitlichen schließlich bei den Landtagswahlen vom 26. Oktober 2008. Mit einem Wahlergebnis von 14,3 % konnten sie ihre Wählerschaft innerhalb von fünf Jahren mehr als verdoppeln und fünf statt bisher zwei Mandate erreichen. Damit etablierten sich die Freiheitlichen als zweitstärkste Partei in der Provinz; zudem wurden sie zur bis dahin stärksten deutschsprachigen Oppositionspartei der Nachkriegszeit. Während der laufenden Legislaturperiode kam es zu einigen Personalrochaden. Am 17. März 2012 löste die bisherige Generalsekretärin, Ulli Mair, Pius Leitner an der Führungsspitze ab. 2013 trat der Landtagsabgeordnete Thomas Egger aus der freiheitlichen Fraktion aus und kandidierte bei den Landtagswahlen desselben Jahres auf einer Gemeinschaftsliste von Bürgerunion und Ladins.
Bei den Landtagswahlen 2013 konnten die Freiheitlichen ihr Ergebnis von 2008 ausbauen und 17,9 % erreichen. Sie waren damit mit sechs Mandataren im Südtiroler Landtag vertreten. Neben Pius Leitner, Ulli Mair, Roland Tinkhauser und Sigmar Stocker saßen auch Walter Blaas und Tamara Oberhofer neu im Landtag. Die Freiheitlichen waren damit erneut zweitstärkste Kraft im Südtiroler Landtag.

### Seit 2014
Anfang 2014 geriet die Partei durch die Debatte rund um die Politikerrenten und die sogenannte „Penisring-Affäre“ in eine tiefe Krise. Nach Gemeinderatswahl-Ergebnissen, die unter den Erwartungen lagen, und nachfolgender medialer Kritik durch Funktionäre und Mitglieder kündigte die Parteiführung den Rücktritt an. Am 14. Juni wurde Walter Blaas anlässlich eines außerordentlichen Landesparteitages zum neuen Landesparteiobmann gewählt, Landesparteiobmann-Stellvertreter wurden Tamara Oberhofer und Walter Frick. Simon Auer wurde in der Folge als neuer Generalsekretär präsentiert.
Im März 2017 wurde der ehemalige Parteiobmann Pius Leitner wegen Unterschlagung von Fraktionsgeldern in erster Instanz zu zwei Jahren bedingter Haft verurteilt. Ihm wurde vorgeworfen, zwischen 2008 und 2013 mehr als 47.000 Euro an Fraktionsgeldern ausgegeben zu haben, bei denen der institutionelle Rahmen mehr als fraglich sei. Da sich unter diesen Ausgaben ein Penisring für 16,99 Euro befand, wurde die Angelegenheit als „Penisring-Affäre“ bekannt. Die ebenfalls angeklagte Ulli Mair wurde freigesprochen. In zweiter Instanz wurde auch Leitner freigesprochen.
Beim Landesparteitag vom 20. Mai 2017 wurde Andreas Leiter Reber zum neuen Parteiobmann gewählt. Bei den Landtagswahlen 2018 erlitten die Freiheitlichen starke Stimmenverluste und konnten mit 6,2 % der Stimmen nur noch zwei Landtagsmandate erringen.
Die Freiheitlichen kandidierten bei den Kommunalwahlen 2020 in elf Südtiroler Gemeinden, in Meran, Brixen, Lana, Kaltern, Eppan, Partschins, Mühlbach, Gais, Mölten, Marling und Burgstall sowie mit freiheitlichen Vertretern auf Bürgerlisten in Nals, Lajen, Rodeneck, St. Lorenzen und Sand in Taufers. Dabei stellen die Freiheitlichen nach der Wahl 18 Gemeinderäte landesweit. 2015 waren es noch 54 Räte gewesen, was ein deutliches Minus widerspiegelt.
Im Februar 2023 wurde Sabine Zoderer zur neuen Parteiobfrau gewählt. Bei den Landtagswahlen 2023 bekamen die Freiheitlichen 4,9 % der Stimmen, was für die Verteidigung der zwei Landtagsmandate ausreichte. Wenige Tage nach den Wahlen reichte Obfrau Zoderer ihren Rücktritt ein und verließ die Partei. Die neue Regierungskoalition wurde aus fünf Parteien, darunter auch die Freiheitlichen, gebildet. Ulli Mair wurde als Landesrätin für Wohnen, Sicherheit und Gewaltprävention in die Landesregierung berufen. Im Februar 2024 verkündete Andreas Leiter Reber seinen Austritt aus der Partei, Fraktion und Regierungsmehrheit. Beim Landesparteitag im Juni 2024 wurde Roland Stauder zum neuen Parteiobmann gewählt.

## Die Freiheitlichen auf Staats- und Europaebene
Die Freiheitlichen verfügen über gute Kontakte zur FPÖ. Der Vorsitzende der Freiheitlichen hat als einziger Südtiroler Parteienvertreter Sitz und Stimme in Gremien der österreichischen Partei FPÖ. Außerdem ist der Landesparteiobmann der Südtiroler Freiheitlichen Mitglied im Bundesparteivorstand der Tiroler FPÖ. Im Januar 2007 bildete sich die EU-Fraktion ITS. Aus Protest gegen die Zusammenarbeit zwischen der FPÖ und den beiden italienischen Parteien, welche in Bezug auf Südtirol autonomiefeindlich auftreten, hat sich Pius Leitner vorübergehend aus dem Bundesparteivorstand der FPÖ, nicht aber aus dem Vorstand der Tiroler Bundesgruppe, zurückgezogen. Die Fraktion ITS wurde im November 2007 wieder aufgelöst.
Parlamentswahlen 2006: Als die Südtiroler Volkspartei anlässlich der italienischen Parlamentswahlen 2006 ein Wahlbündnis mit dem Mitte-links-Bündnis Unione abschloss, kündigten die Freiheitlichen die eigene Kandidatur an. Die Partei erhielt in der Abgeordnetenkammer 16.638 der Stimmen, was 5,35 % der Südtiroler Wählerstimmen entspricht. Im Senat erhielten die Freiheitlichen im Wahlkreis Bozen-Unterland 2,7 % der Stimmen, 6,2 % im Wahlkreis Meran-Vinschgau und 9,2 % im Wahlkreis Brixen-Pustertal.
Parlamentswahlen 2008: Bei den Parlamentswahlen 2008 erreichten die Freiheitlichen in Südtirol 28.224 Stimmen, was 9,43 % entspricht. Dies war nicht ausreichend für einen Sitz im Parlament, da laut italienischem Wahlgesetz Parteien von anerkannten Sprachminderheiten, die nur in einem Wahlkreis antreten, eine Hürde von 20 % im Wahlkreis nehmen müssen. Dieser entspricht dem Territorium der Region Trentino-Südtirol, und deshalb müssen Minderheitenparteien in Südtirol über 40 % der Stimmen erzielen. Staatsweit kandidierende Parteien müssen hingegen auf Staatsebene eine Hürde von 2 % überschreiten. Im Senat erhöhten die Freiheitlichen im Wahlkreis Bozen-Unterland immerhin ihren Anteil auf 3,7 % der Stimmen. Im Wahlkreis Meran-Vinschgau erreichten sie 11 % und 13,2 % im Wahlkreis Brixen-Pustertal.
Parlamentswahlen 2013: Bei den Parlamentswahlen vom Februar 2013 erzielte die Partei im regionalen Wahlkreis für die Abgeordnetenkammer mit 15,9 % ihr bisher bestes Wahlergebnis. In einigen Gemeinden wurde die Marke von 20 % übersprungen. Die Senatskandidaten erreichten im Wahlkreis Bozen 8,0 % (Christian Trafoier), im Wahlkreis Brixen 21,1 % (Peter Pichler) und im Wahlkreis Meran 17,6 % (Sigmar Stocker). Umfragen hatten die Freiheitlichen bei über 20 % gesehen.
Europawahl 2014: Bei der Europawahl 2014 traten die Freiheitlichen erstmals an. Sie kooperierten mit der Lega Nord, erreichten das angestrebte Wahlziel allerdings nicht und konnten kein Mandat erringen. Die Listenverbindung Lega/Freiheitliche erzielte 6 %, Spitzenkandidat Pius Leitner erreichte 6.223 Vorzugsstimmen.